# Bellegarde-Poussieu
Bellegarde-Poussieu é uma comuna francesa na região administrativa de Auvérnia-Ródano-Alpes, no departamento de Isère. Estende-se por uma área de 16,79 km². Em 2010 a comuna tinha 1 004 habitantes (densidade: 59,8 hab./km²).